# U 471
U 471 war ein deutsches U-Boot vom Typ VII C, ein sogenanntes „Atlantikboot“. Es wurde von der Kriegsmarine im U-Boot-Krieg des Zweiten Weltkriegs im Nordatlantik und im Mittelmeer eingesetzt.

## Technische Daten
Unter Umgehung internationaler Verträge bauten die Kieler Deutschen Werke bereits seit 1935 U-Boote für die Reichsmarine. Nach ersten Gesprächen im Jahr 1932 wurde diesbezüglich ein Vertrag über den Bau kleiner U-Boote geschlossen, die drei Jahre später unter Geheimhaltung in getarnten Montagehallen gefertigt wurden. Offiziell waren die Kapazitäten der Werft mit dem Bau von Großkampfschiffen ausgelastet. Unmittelbar nach Kriegsbeginn wurde die Werft durch die Kriegsmarine in das U-Bootbauprogramm miteinbezogen und war für den jährlichen Ausstoß von zwölf Booten des Typs VII C vorgesehen. Wegen ihrer Verwendbarkeit wurden Boote dieses Typs auch „Atlantikboot“ genannt. Ein VII C-Boot war 67,1 m lang und 6,2 m breit. Die Höchstgeschwindigkeit bei dieselgetriebener Überwasserfahrt betrug 17 kn, das entspricht 31,5 km/h. Zwei Elektromotoren mit je 375 PS Leistung ermöglichten unter Wasser eine Fahrt von 7,6 kn, das entspricht 14 km/h. Am Turm trug U 471 als Bootswappen einen Elefanten, mit einem Regenschirm über den Kopf, der mit den Füßen ein Schiff zertrampelt.

## Kommandant
Friedrich Kloevekorn wurde am 19. Februar 1918 in Saarbrücken geboren und trat 1937 in die Kriegsmarine ein. Im Sommer 1942 fuhr er zunächst als Wachoffizier auf dem U-Bootbegleitschiff Erwin Waßner. Als Kommandantenschüler absolvierte er eine Feindfahrt an Bord von U 84 und beendete seinen U-Bootkommandantenlehrgang im März 1943. Am 5. Mai desselben Jahres übernahm Kloevekorn das Kommando auf U 471.

## Einsatz und Geschichte
Bis zum 31. Oktober war U 471 der 5. U-Flottille unterstellt, einer Ausbildungsflottille, die in Kiel stationiert war. In dieser Zeit unternahm Kommandant Kloevekorn mit dem Boot Ausbildungsfahrten in der Ostsee zum Training der Besatzung. Am 1. November 1943 wurde das Boot der 1. U-Flottille unterstellt. Am 27. November lief Kommandant Kloevekorn zu seiner ersten Feindfahrt mit U 471 aus. Vorgesehenes Operationsgebiet war der mittlere Nordatlantik, insbesondere das Seegebiet westlich Irlands.

### U-Bootgruppe Rügen
Unter dem Kennwort „Rügen“ stellte die U-Bootführung im Frühjahr 1944 eine U-Bootgruppe zusammen, die nach den, von Karl Dönitz definierten, Maßgaben der Rudeltaktik im Nordatlantik das Gefecht mit alliierten Geleitzügen suchen sollte. Zu den 18 Booten, die zu diesem Zweck im entsprechenden Seegebiet zusammengezogen worden waren, gehörte auch U 471. Zunächst waren der U-Bootgruppe Rügen Verbände der Luftwaffe zugeteilt, die beim Auffinden feindlicher Schiffe behilflich sein sollten. Die deutschen Luftstreitkräfte wurden allerdings abgezogen, um die im östlichen Mittelatlantik operierende U-Bootgruppe Borkum zu unterstützen, als Meldungen des B-Dienstes einen Konvoi ankündigten, der sich vor Gibraltar sammelte. Als die Luftunterstützung Mitte Januar wieder aufgenommen werden sollte, machte schlechtes Wetter einen koordinierten Einsatz unmöglich. Dennoch gelang es der U-Bootgruppe Rügen einige alliierte Schiffe aufzuspüren und anzugreifen. Kommandant Kloevekorn schoss am 13. Januar einen akustischen Torpedo auf einen Frachter, den er auf 9.000 BRT schätzte. Nach Ablauf einer erwarteten Torpedolaufzeit vernahm die Besatzung im getauchten U-Boot eine Detonation und danach Sinkgeräusche. Diese Versenkung konnte allerdings nicht bestätigt werden.

## Versenkung
Anfang April 1944 hatte U 471 die stark bewachte Straße von Gibraltar passiert und operierte seitdem von Toulon aus im Mittelmeer. Im Sommer lag das Boot im Militärhafen Toulon im Dock, da es – als erstes und einziges der deutschen Mittelmeer-U-Boote – für den Einbau eines Schnorchels vorgesehen war. Das Boot war bereits bei einem Bombenangriff der United States Army Air Forces stark beschädigt worden. Bei einem weiteren Angriff, der am 6. August das Dock zerstörte, sank U 471 schließlich.

## Weiterer Einsatz
Das Boot wurde am 20. Mai 1945 gehoben und im Jahr 1946 von der französischen Marine in Dienst gestellt. Es fuhr viele Jahre unter dem Namen Millé, bis es am 9. Juli 1963 in Q 339 umbenannt und außer Dienst gestellt wurde.